# Crochet Coral Reef Project

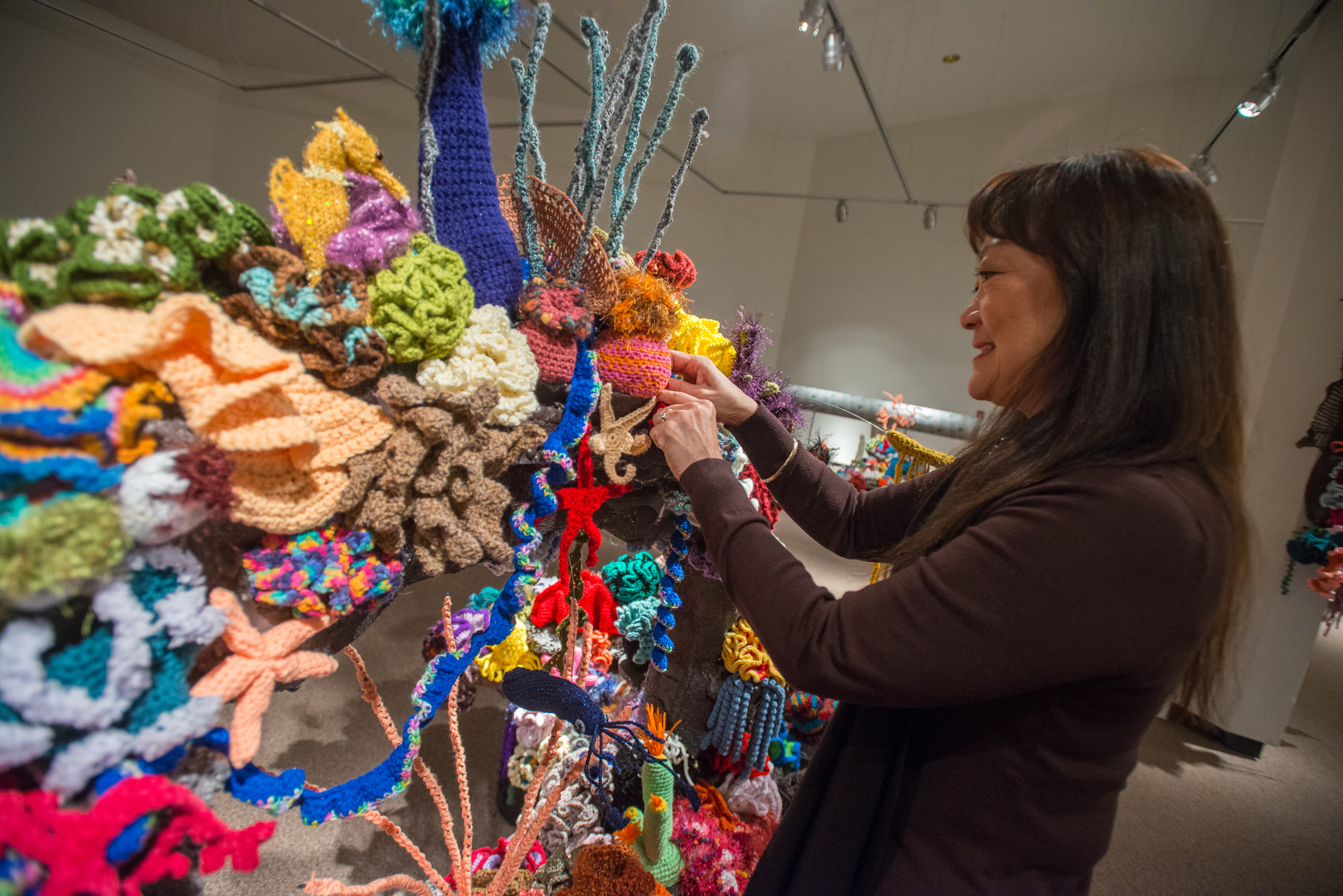
Tworzenie części projektu Crochet Coral Reef - Roanoke Valley Satellite Reef, Roanoke College (Virginia), 2012 r.

Crochet Coral Reef Project (pol. projekt Szydełkowa Rafa Koralowa) – projekt autorstwa sióstr Margaret i Christine Wertheim, jedno z największych na świecie przedsięwzięć naukowo-artystycznych z udziałem publiczności.

## Opis
Projekt Crochet Coral Reef, polegający na tworzeniu gigantycznych instalacji imitujących żywe rafy koralowe, robionych na szydełku z włóczki i różnych rodzajów plastiku, a także wykorzystaniu algorytmów inspirowanych geometrią hiperboliczną, łączy w sobie elementy matematyki, nauki, rzemiosła, ekologii i społecznej działalności artystycznej. Projekt popularyzuje zagadnienia związane z  geometrią nieeuklidesową, a także angażuje ich w temat zmian klimatycznych i degradacji raf koralowych na skutek globalnego ocieplenia. Zastosowanie szydełkowania przez siostry Wertheim w tym dziele w dużej mierze inspirowane było odkryciem Dainy Taiminy, która jako pierwsza wykorzystała szydełko do odwzorowania struktury geometrii hiperbolicznej — wcześniej uważanej za niemożliwą do przedstawienia fizycznie w ramach tego medium. Dzieło stanowi hołd dla matematyczki, która posłużyła się techniką tradycyjnie kojarzoną z kobiecym rzemiosłem, aby w nowy sposób ukazać abstrakcyjne koncepcje matematyczne.  Praca Crochet Coral Reef odnosi się więc nie tylko do matematyki i zmian klimatycznych, ale również zawiera wyraźny komentarz feministyczny.  
Do początku 2020 roku ponad 10 000 osób z Nowego Jorku, Londynu, Rygi i Abu Zabi, aktywnie przyczyniło się do powstania wystaw Crochet Coral Reef w ponad 40 miastach i krajach. Wystawy obejrzało ponad dwa miliony ludzi. 
Maragaret Wertheim została zaproszona do wygłoszenia wykładu na temat projektu w lutym 2009 r. na konferencji TED. W wystąpieniu, nawiązując do Taiminy, skomentowała: „A więc oto, w wełnie, poprzez domową, kobiecą sztukę, znajduje się dowód, że najsłynniejszy postulat matematyki jest błędny”. Wykład został przetłumaczony na 22 języki i został wyświetlony ponad 1,3 miliona razy na stronie internetowej TED.
Od początku swojego istnienia w 2005 roku, Crochet Coral Reef rozrosła się do konstelacji pojedynczych raf, w tym Bleached Reef, Toxic Reef wykonanej z taśmy wideo i plastiku, Branched Anemone Garden i gigantyczny Coral Forest – składający się z sześciu wielkoformatowych rzeźb, trzech zrobionych na szydełku z włóczki i trzech z plastiku. Prace z tworzywa sztucznego inspirowane są Wielką Pacyficzną Plamą Śmieci, gigantycznym wirem plastikowych śmieci na Oceanie Spokojnym.